# Verteidigungsministerium (Polen)
Das Verteidigungsministerium der Republik Polen (polnisch Ministerstwo Obrony Narodowej, wörtlich Ministerium für Nationale Verteidigung) ist ein Teil der polnischen Exekutive und das für die Verteidigung und die polnischen Streitkräfte zuständige Ministerium des mitteleuropäischen Staates. Analog zum deutschen Bundesministerium der Verteidigung legt das Ministerium die verteidigungspolitischen Richtlinien des Landes fest. Aktueller Behördenleiter als Verteidigungsminister ist seit Dezember 2023 Władysław Kosiniak-Kamysz.

## Aufgaben
Zu den Hauptaufgaben des polnischen Verteidigungsministerium gehören:
- die Sicherstellung der Einsatzbereitschaft sowie die Weiterentwicklung der Streitkräfte,
- die Verwaltung der Streitkräfte in Friedenszeiten,
- die Umsetzung der politischen Richtlinien, welche vom polnischen Ministerrat vorgegeben werden,
- die Erfüllung der Aufgaben und Verpflichtungen polnischer Streitkräfte in internationalen Einsätzen und Bündnissen, u. a. in Übungen.

Dabei übt der Verteidigungsminister in Friedenszeiten den Oberbefehl über die Streitkräfte in Vertretung des Präsidenten aus, er ist zudem der höchste Disziplinarvorgesetzte für alle Soldaten.

## Struktur
Der Verteidigungsminister führt die polnischen Streitkräfte und wird von einem Staatssekretär vertreten. Höchster militärischer Angehöriger des Führungskreises ist der Chef des polnischen Generalstabs, derzeit Leszek Surawski, zudem beinhaltet die Führungsebene noch zwei Unter-Staatssekretäre, den leitenden General des Verteidigungsministeriums, das Büro des Ministers, eine Operationszentrale sowie einen Pressesprecher.
Unter dieser Leitungsebene stehen für die Verwaltung zuständige Abteilungen für
- Öffentlichkeitsarbeit,
- Überprüfung der Streitkräfte,
- rechtliche Angelegenheiten,
- finanzielle Angelegenheiten/Budgetfragen,
- Infrastruktur,
- Beschaffung,
- Internationale Sicherheitspolitik,
- Zusammenarbeit mit ausländischen Streitkräften,
- soziale Angelegenheiten der Soldaten,
- Administration,
- Personalwesen,
- sowie Strategie und Planung.[3]

## Verteidigungsminister
| #    | Bild                                                                   | Name (Partei)                   | Amtsantritt       | Amtsaustritt  | Amtszeit  | Regierung              |
| ---- | ---------------------------------------------------------------------- | ------------------------------- | ----------------- | ------------- | --------- | ---------------------- |
| 1.   |                                                                        | Florian Siwicki (PZPR)          | 12. Sept. 1989    | 6. Juli 1990  | 297 Tage  | Kabinett Mazowiecki    |
| 2.   |                                                                        | Piotr Kołodziejczyk             | 6. Juli 1990      | 23. Dez. 1991 | 535 Tage  | Kabinett Mazowiecki    |
| 2.   | Kabinett Bielecki                                                      | Piotr Kołodziejczyk             | 6. Juli 1990      | 23. Dez. 1991 | 535 Tage  |                        |
| 3.   |                                                                        | Jan Parys                       | 23. Dez. 1991     | 23. Mai 1992  | 152 Tage  | Kabinett Olszewski     |
| 4.   |                                                                        | Janusz Onyszkiewicz (UD)        | 11. Juli 1992     | 25. Okt. 1993 | 471 Tage  | Kabinett Suchocka      |
| (2.) |                                                                        | Piotr Kołodziejczyk             | 26. Okt. 1993     | 10. Nov. 1994 | 380 Tage  | Kabinett Pawlak        |
| 5.   |                                                                        | Zbigniew Okoński                | 7. März 1995      | 22. Dez. 1995 | 290 Tage  | Kabinett Oleksy        |
| 6.   |                                                                        | Stanisław Dobrzański (PSL)      | 5. Jan. 1996      | 31. Okt. 1997 | 665 Tage  | Kabinett Oleksy        |
| 6.   | Kabinett Cimoszewicz                                                   | Stanisław Dobrzański (PSL)      | 5. Jan. 1996      | 31. Okt. 1997 | 665 Tage  |                        |
| (4.) |                                                                        | Janusz Onyszkiewicz (UW)        | 31. Okt. 1997     | 16. Juni 2000 | 959 Tage  | Kabinett Buzek         |
| 7.   |                                                                        | Bronisław Komorowski (SKL)      | 16. Juni 2000     | 19. Okt. 2001 | 490 Tage  | Kabinett Buzek         |
| 8.   |                                                                        | Jerzy Szmajdziński (SLD)        | 19. Okt. 2001     | 31. Okt. 2005 | 1473 Tage | Kabinett Miller        |
| 8.   | Kabinett Belka I                                                       | Jerzy Szmajdziński (SLD)        | 19. Okt. 2001     | 31. Okt. 2005 | 1473 Tage |                        |
| 8.   | Kabinett Belka II                                                      | Jerzy Szmajdziński (SLD)        | 19. Okt. 2001     | 31. Okt. 2005 | 1473 Tage |                        |
| 9.   |                                                                        | Radosław Sikorski               | 31. Okt. 2005     | 7. Febr. 2007 | 464 Tage  | Kabinett Marcinkiewicz |
| 9.   | Kabinett Kaczyński                                                     | Radosław Sikorski               | 31. Okt. 2005     | 7. Febr. 2007 | 464 Tage  |                        |
| 10.  |                                                                        | Aleksander Szczygło (PiS)       | 7. Febr. 2007     | 7. Sept. 2007 | 279 Tage  |                        |
| 10.  | 10. Sept. 2007                                                         | Aleksander Szczygło (PiS)       | 16. Nov. 2007     |               | 279 Tage  |                        |
| 11.  |                                                                        | Bogdan Klich (PO)               | 16. Nov. 2007     | 2. Aug. 2011  | 1355 Tage | Kabinett Tusk I        |
| 12.  |                                                                        | Tomasz Siemoniak (PO)           | 2. Aug. 2011      | 16. Nov. 2015 | 1567 Tage | Kabinett Tusk I        |
| 12.  | Kabinett Tusk II                                                       | Tomasz Siemoniak (PO)           | 2. Aug. 2011      | 16. Nov. 2015 | 1567 Tage |                        |
| 12.  | Kabinett Kopacz                                                        | Tomasz Siemoniak (PO)           | 2. Aug. 2011      | 16. Nov. 2015 | 1567 Tage |                        |
| 13.  |                                                                        | Antoni Macierewicz (PiS)        | 16. Nov. 2015     | 9. Jan. 2018  | 785 Tage  | Kabinett Szydło        |
| 13.  | Kabinett Morawiecki I, Kabinett Morawiecki II, Kabinett Morawiecki III | Antoni Macierewicz (PiS)        | 16. Nov. 2015     | 9. Jan. 2018  | 785 Tage  |                        |
| 14.  |                                                                        | Mariusz Błaszczak (PiS)         | 9. Jan. 2018      | 13. Dez. 2023 | 2164 Tage |                        |
| 15.  |                                                                        | Władysław Kosiniak-Kamysz (PSL) | 13. Dezember 2023 |               | 547 Tage  | Kabinett Tusk III      |